# Cecilia Guambe
Cecilia Francisco Guambe (* 1. Februar 2000) ist eine mosambikanische Leichtathletin, die sich auf den 100-Meter-Hürdenlauf spezialisiert hat und aktuell Inhaberin des Landesrekordes über diese Distanz ist.

## Sportliche Laufbahn
Erste internationale Erfahrungen sammelte Cecilia Guambe im Jahr 2017, als sie bei den Commonwealth Youth Games in Nassau mit 14,87 s in der ersten Runde über 100 m Hürden ausschied und auch im 400-Meter-Hürdenlauf mit 1:04,57 min nicht über die Vorrunde hinauskam. 2019 belegte sie bei den Juniorenafrikameisterschaften in Abidjan in 14,62 s den vierten Platz über 100 m Hürden und anschließend schied sie bei den Afrikaspielen in Rabat mit 14,69 s im Vorlauf aus. 2024 belegte sie dann bei den Afrikaspielen in Accra in 14,00 s den fünften Platz und egalisierte damit ihren eigenen Landesrekord aus dem Halbfinale. Im Juni verbesserte sie den Landesrekord über 100 m Hürden auf 13,77 s und schied anschließend bei den Afrikameisterschaften in Douala mit 14,09 s im Vorlauf aus. Im Jahr darauf schied sie bei den Hallenweltmeisterschaften in Nanjing mit neuem Landesrekord von 8,59 s in der ersten Runde über 60 m Hürden aus.
2024 wurde Guambe mosambikanische Meisterin im 100- und 400-Meter-Hürdenlauf.

## Persönliche Bestleistungen
- 100 m Hürden: 13,77 s (+0,3 m/s), 15. Juni 2024 in Pretoria (Landesrekord)
  - 60 m Hürden (Halle): 8,59 s, 23. März 2025 in Nanjing (Landesrekord)
- 400 m Hürden: 62,34 s, 2. Juni 2024 in Maputo